# Mediaxis
Mediaxis, voorheen Tijdschriften Uitgevers Maatschappij (TUM) en Internationale Uitgevers Maatschappij (IUM), was een Belgische tijdschriftenuitgeverij en dochteronderneming van uitgeefconcern VNU.

## Geschiedenis
De Tijdschriften Uitgevers Maatschappij was gevestigd in de Jan Blockxstraat te Antwerpen. In 1945 werd Libelle opgericht en in 1952 Goed Nieuws. In 1964 werd Goed Nieuws omgevormd tot Rosita. De IUM werd datzelfde jaar overgenomen door de Verenigde Nederlandse Uitgeversbedrijven (VNU).
In 1970 werden Rosita en Libelle samengevoegd tot 1 magazine en in 1975 werd gestart met Story. In 1980 volgde de oprichting van Flair, in 1990 van Feeling en in 1992 Fit & Gezond. In 1990 vond er opnieuw een fusie plaats. De titel van het failliete Het Rijk der Vrouw en Femmes d'Aujourd'hui werden aangekocht, Het Rijk der Vrouw ging vervolgens op in Libelle waarbij Het Rijk der Vrouw vanaf 1991 de ondertitel van dat blad was. Begin jaren negentig volgde de fusie van Panorama met concurrent De Post.
In 1993 werden TeVe-Blad en TV Expres overgenomen van de NV Perexma en de bladen Télémoustique, Elga en Humo van The Press, een dochteronderneming van uitgeverij Dupuis uit Charleroi. In 1995 werd de reclameregie Medialogue opgericht en in 1997 werd een joint venture aangegaan met Marie Claire Album (FR) en Marie Claire VOF (NL) voor de uitgaven van een Vlaamse en Franse Gemeenschaps editie van Marie Claire. Eveneens in 1997 werd de IUM omgedoopt in Mediaxis en in 1998 werd de stopzetting van het weekblad Nieuwe Panorama bekendgemaakt, in 2000 ten slotte werd het mannenblad Menzo opgericht.
In 2000 verhuisde de redacties naar de Singel te Antwerpen. In november 2001 werd Expres verkocht aan Sparta, een dochteronderneming van De Persgroep en de uitgever van onder meer Dag Allemaal, Blik en Joepie. In 2001 werd de resterende uitgeverij overgenomen door Sanoma Media voor 1,25 miljard euro.

## Merken
De volgende titels werden uitgegeven:
- Elga (nl)
- Evita (nl)
- Feeling (nl)
- Femmes d'Aujourd'hui (fr)
- Fit & Gezond (nl)
- Flair (nl) / Flair (fr)
- Gael (fr)
- Goed Nieuws (nl)
- Humo (nl)
- Libelle (nl)

- Marie Claire (nl /fr)
- Menzo (nl)
- Nieuwe Panorama (nl)
- Panorama (nl)
- Rosita (nl)
- Story (nl)
- Télémoustique (fr)
- Télé Pocket (fr)
- TV Ekspres (nl)
- TeVe-Blad (nl)